# Casa Pirotta
L'ex Casa Pirotta, già Gambazocca, è una dimora storica di Crema.

## Storia
A dispetto dell'aspetto sei-settecentesco, l'edificio ha origini più antiche. Mario Perolini sulla rivista annuale Insula Fulcheria n. VIII del 1968 raccontava del rinvenimento di alcuni affreschi, venuti alla luce durante una ristrutturazione avvenuta l'anno prima; per quanto rovinati dal dimezzamento dell'unico piano, lo studioso li faceva risalire al XVI secolo e li attribuiva ad Aurelio Buso.
Il primo documento noto, tuttavia, è lo Stato d’anime del 1685 che accerta la presenza, in questo luogo, di Francesco Gambazocca e fratelli. Dopo la morte del Gambazocca le lacune documentali non permettono di ricostruire le vicende storiche e, in particolare, i passaggi di proprietà fino al 1798 quando vi abitava il nobile Giuseppe Vimercati.
Nel 1802 vi risiedeva Pietro Severgnini, mentre dal 1830 entrava in scena il dottor Girolamo Borsa. 
La delibera del Consiglio comunale del 26 ottobre 1842 prevedeva l'acquisto dell'immobile per la cifra stimata di 1.436,49 lire, con lo scopo di destinarlo a sede di una biblioteca da istituirsi, ma non se ne fece nulla.

### Persone legate al palazzo
- Giuseppe Vimercati fu cancelliere della città e durante l'occupazione francese fu aiutante maggiore della Guardia nazionale[1]. Con l'arrivo degli austro-russi nel novembre 1799 venne arrestato assieme ad altri 24 membri con l'accusa del reato d'opinione di democrazia e giacobinismo, quindi condannato a quattro mesi di carcere[4][5].
- Girolamo Borsa, originario di Casalpusterlengo, fu medico presso l'Ospedale degli Infermi; nominò quale erede l'Opera  Pia Casa delle Ritirate, alla quale lasciò anche la biblioteca personale eccetto i libri di medicina che furono destinati all’Ospedale[3].